# Monographella stoveri
Monographella stoveri är en svampart som först beskrevs 1964 av Colin Booth och fick sitt nu gällande namn av Samuels & I.C. Hallett 1983. Arten ingår i släktet Monographella, i ordningen kolkärnsvampar, klassen Sordariomycetes, divisionen sporsäcksvampar och riket svampar. Inga underarter finns listade i Catalogue of Life.